# 双三角錐柱
双三角錐柱(そうさんかくすいちゅう、Elongated triangular dipyramid)は、14番目のジョンソンの立体であり、正三角柱の2つの底面に正四面体をつけたものである。

## 性質
- 表面積: 一辺を{\displaystyle a}とすると、{\displaystyle S={{6+3{\sqrt {3}}} \over {2}}a^{2}}
- 体積: 一辺を{\displaystyle a}とすると、{\displaystyle V={{2{\sqrt {2}}+3{\sqrt {3}}} \over {12}}a^{3}}

## 関連図形
| 正三角錐柱 （正四面体を1つ取り除く） | 双三角錐 （正三角柱を取り除く） | 双四角錐柱 （角錐の角の数を増やす） | 双五角錐柱 （角錐の角の数を更に増やす） |